# (171118) Szigetköz
(171118) Szigetköz est un astéroïde de la ceinture principale.

## Description
(171118) Szigetköz est un astéroïde de la ceinture principale. Il fut découvert le 2 avril 2005 à Piszkesteto par Krisztián Sárneczky. Il présente une orbite caractérisée par un demi-grand axe de 3,17 UA, une excentricité de 0,13 et une inclinaison de 2,0° par rapport à l'écliptique.

## Compléments